# Пелепець Галина Григорівна
Галина Григорівна Пелепець (нар. 1940) — українська радянська діячка, заготовниця Київської взуттєвої фабрики імені 10-річчя Комсомолу України. Депутат Верховної Ради УРСР 11-го скликання.

## Біографія
Освіта середня.
З 1958 року — заготовниця Київської взуттєвої фабрики імені 10-річчя Комсомолу України.
Проживала в місті Києві.

## Нагороди
- ордени
- медалі